# Улица Жуковского (Новосибирск)
Улица Жуко́вского — одна из крупнейших магистралей Заельцовского района Новосибирска. Начинается от Мочищенского шоссе и заканчивается перекрёстком с улицей Плановой и улицей Стасова. От Мочищенского шоссе до речки 2-й Ельцовки улица пролегает по территории частного сектора. От 2-й Ельцовки до улицы Северной с левой нечётной стороны находятся гаражные строения и административные здания, затем начинается микрорайон Ботанический. С правой западной стороны улицы, начиная от 2-й Ельцовки и далее в южном направлении, также расположены гаражные и административные строения, а затем территория Ботанического лесничества (Ботанический сад).

## Название
Улица названа в честь выдающегося учёного в области механики Николая Егоровича Жуковского.

## Достопримечательности
- Ботаническое лесничество — охраняемый ландшафтный объект природы, на территории которого произрастает большое количество видов растений[3].
- На перекрёстке улицы Жуковской с улицами Плановой и Стасова находится главный вход в Новосибирский зоопарк.

## Организации
Религиозные учреждения
- Приход во имя святого великомученика и целителя Пантелеймона Новосибирской Епархии Русской Православной Церкви Заельцовского района города Новосибирска.

Кафе
- Коляда, сеть кафе
- Ивушка, кафе

Другое
- Отдел медицинской помощи лицам, подвергшимся воздействию радиации
- Лунный Камень, социально-оздоровительный центр для пожилых и инвалидов
- Департамент по охране животного мира Новосибирской области
- Отдел лесных отношений по Новосибирскому лесничеству

## Транспорт
По улице передвигаются такие виды общественного транспорта как троллейбус, автобус и маршрутное такси.

Остановки
- Жуковского, 127
- Кинотеатр Спутник
- 30 лет Октября
- Профилакторий
- ж/м Ботанический
- Зоопарк (на Плановой улице)